# The Sickness
The Sickness – debiutancki album amerykańskiej metalowej grupy Disturbed. Nagrany został pod koniec 1999 roku, a wydany 7 marca 2000 roku. W odróżnieniu od ich późniejszych albumów, The Sickness zawiera głównie utwory charakteryzujące się mocnym, numetalowym brzmieniem. Od momentu wydania sprzedał się w ilości przeszło 4 milionów kopii w USA i jest tym samym najbardziej dochodowym albumem zespołu.

## Lista utworów
1. "Voices" – 3:10
2. "The Game" – 3:47
3. "Stupify" – 4:34
4. "Down With the Sickness" – 4:38
5. "Violence Fetish" – 3:24
6. "Fear" – 3:46
7. "Numb" – 3:44
8. "Want" – 3:52
9. "Conflict" – 4:35
10. "Shout 2000"  (cover Tears for Fears) – 4:17
11. "Droppin' Plates" – 3:49
12. "Meaning of Life" – 4:02
13. "God of the Mind" – 3:04 (utwór dodatkowy)
14. "A Welcome Burden" – 3:31 (W edycji limitowanej 10th anniversary edition)

## Single
| Utwór                  | Data wydania     | Reżyseria teledysku |
| ---------------------- | ---------------- | ------------------- |
| Stupify                | 12 kwietnia 2000 | Nathan Cox          |
| Voices                 | listopad 2000    | Gregory Dark        |
| Down With the Sickness | listopad 2000    | Nathan Cox          |
| The Game               | luty 2002        | -                   |